# Уилсон, Тони (британский офицер)
Тони Уилсон (англ. Tony Wilson; 2 октября 1935 года — 5 декабря 2019) — бывший офицер Британской армии, командовавший 5-й пехотной бригадой во время Фолклендской войны.

## Ранний период жизни
Мэтью Джон Энтони Уилсон родился 2 октября 1935 года в семье Энтони Томаса Уилсона (1908—1979) и Маргарет Холден. Его дедушкой по отцовской линии был подполковник Мэтью Ричард Генри Уилсон. Получил образование в Королевской военной академии в Сандхерсте и 2 октября 1956 года поступил на службу офицером в лёгкую пехоту. В течение следующих лет службы принимал участие в военных операциях Великобритании в Адене, Калимантане, Малайзии, на Кипре и в Северной Ирландии.

## Карьера
В 1967 году получил звание майора, а в 1971 году был награжден Орденом Британской империи. Вскоре после этого, в мае 1972 года получил Военный крест за участие в военной кампании в Северной Ирландии. В 1973 году ему было присвоено звание подполковника и последовал перевод из Северной Ирландии в Гонконг.

### Фолклендская война
Получив звание полковника и его перевели в Генеральный штаб Министерства обороны в Лондоне, а 31 декабря 1980 года ему было присвоено звание бригадира. В 1982 году во время Фолклендской войны принял на себя командование 5-й пехотной бригадой.
Во время военной кампании Тони Уилсон командовал бригадой, главной целью стояло освобождение от аргентинских военных административного центра Фолклендских островов Порт-Стэнли. Ему удалось отбить большую часть восточного острова и закрепиться на плацдарме, но в ходе дальнейшего наступления британцев аргентинские ВВС атаковали два британских десантных корабля в Порт-Плезанте 8 июня 1982 года. 46 британских солдат и три азиатских члена экипажа погибли, а 115 человек получили тяжелые ожоги, что стало самой крупной разовой потерей вооружённых сил Великобритании в этой войне. Во время нападения на корабли рядом находились телевизионщики, которые затем показали снятые кадры в новостях. Тони Уилсон стал единственным высокопоставленным британским офицером, который не получил никакого признания своего вклада в победу над Аргентиной и не получил никаких государственных наград.
31 декабря 1982 года покинул свою должность командующего бригадой, а 31 января 1983 года ушел в отставку из Британской армии.

### После увольнения со службы
С 1983 по 1985 год Тони Уилсон работал управляющим директором британской некоммерческой организации «Wilderness Foundation United Kingdom», которая предоставляет  возможность ознакомиться с природой и дикой природой.

## Семья
Женат на Джанет Мэри Моулл, имеют сына и дочь. Сын Мэтью Эдвард Амкоттс Уилсон родился в 1966 году, а в 1993 году женился на Имоджен Уилсон. Дочь Виктория Мэри Уилсон родилась в 1968 году. Тони Уилсон вместе с женой проживает в Соединённых Штатах Америки.